# Markarian 205
Markarian 205 (również Mrk 205 lub QSO B1219+7535) – kwazar zlokalizowany w konstelacji Smoka w odległości około 1 miliarda lat świetlnych od Ziemi.
Jest to kwazar znajdujący się stosunkowo blisko Ziemi. Jego odległość jest ponad 14-krotnie większa niż odległość widocznej na pierwszym planie galaktyki NGC 4319. Pozornie bliskie położenie obu obiektów jest po prostu sprawą przypadku i wynika z położenia ich w jednej linii dla obserwatora z Ziemi.